# Did
Did je nenaseljeni otočić u Sitskom kanalu, oko 1,3 km od sjeverne obale Žuta. Najbliži otok je Baba, 640 metara sjeverozapadno.
Površina otoka je 4414 m2, duljina obalne crte 244 m, a visina 7 metara.

## Vanjske poveznice
|  | Zajednički poslužitelj ima još gradiva o temi Did |